# Tony Jaa
Tatchakorn Yeerum (tailandès ทัชชกร ยีรัมย์, RTGS: Thatchakon Yiram, tʰát.t͡ɕʰā.kɔ̄ːn jīː.rām; abans Phanom Yeerum (tailandès พนม ยีรัมย์, pʰā.nōm jīː.rām), més conegut internacionalment com Tony Jaa i a Tailàndia com a Jaa Phanom (tailandès จา พนม, RTGS: Cha Phanom, t͡ɕāː pʰā.nōm), és un artista marcial tailandès, actor, coreògraf d'acció, doble, director i traçador.
Abans de convertir-se en actor principal, Jaa va treballar com a doble per a Muay Thai Stunt durant 14 anys, apareixent en moltes de les pel·lícules del seu mentor Panna Rittikrai. A les seves pel·lícules d'arts marcials se'ls atribueix l'ajuda a mostrar els sistemes de combat tailandesos de Muay Thai, Muay Boran i "Muay Kotchasaan" (un estil de lluita desenvolupat per Jaa i Rittikrai el 2005). Les seves pel·lícules tailandeses inclouen Ong-Bak: Muay Thai Warrior (2003), que li va valer un Star Entertainment Award, Tom-Yum-Goong (2005), que li va valer un Suphannahong National Film Award, Ong Bak 2: The Beginning (2008),  Ong bak 3 (2010) i Tom Yum Goong 2 (2013).
Després de deixar la companyia de cinema tailandesa Sahamongkol Film International el 2013, Jaa va signar amb Universal Studios i es va centrar més en una base de fans internacional. Des d'aleshores, Jaa ha aparegut en pel·lícules com Furious 7 (2015), SPL II: A Time for Consequences (2015), Master Z: Ip Man Legacy (2018), and Expend4bles (2023).

## Primers anys
Tony Jaa va néixer i es va criar en una zona rural de la província de Surin a Rin Saipetch i Thongdee Yeerum. En la seva joventut, va veure pel·lícules de Bruce Lee i Jackie Chan a les fires del temple, cosa que el va inspirar a aprendre arts marcials. "El que ells [Lee i Chan] van fer va ser tan bonic, tan heroic que jo també ho volia fer. "Jaa va dir en una entrevista a Time el 2004. "Vaig practicar fins que vaig poder fer el moviment exactament com havia vist els mestres fer-ho." Jaa també es va inspirar en Jet Li.
Tony Jaa va començar a entrenar-se en Muay Thai al seu temple local als 10 anys. Als 15, ja era protegit de l'acrobacia i director de cinema d'acció Panna Rittikrai. Miss tenia va ordenar a Jaa que assistís al Maha Sarakham College of Physical Education a la província de Maha Sarakham, on es va graduar amb una llicenciatura. Les primeres experiències d'arts marcials van incloure taekwondo, Muay Thai, Muay Boran i Krabi-Krabong, amb èmfasi en la gimnàstica i l'acrobàcia. His films have showcased various other martial arts styles, such as Kung-fu, Silat, and Jiu-Jitsu.

## Carrera

### Treball com especialista
Tony Jaa va treballar inicialment com a doble per a Muay Thai Stunt durant 14 anys, apareixent en moltes de les pel·lícules de Rittikrai. Va doblar a Sammo Hung quan l'actor de cinema d'arts marcials va fer un anunci d'una beguda energètica que li va obligar a agafar els ullals d'un elefant i a donar-li un salt cap a l'esquena de l'elefant. També va ser un doble acrobàtic a la sèrie de televisió tailandesa Insee Daeng (Àguila vermella).

### 2003–2008

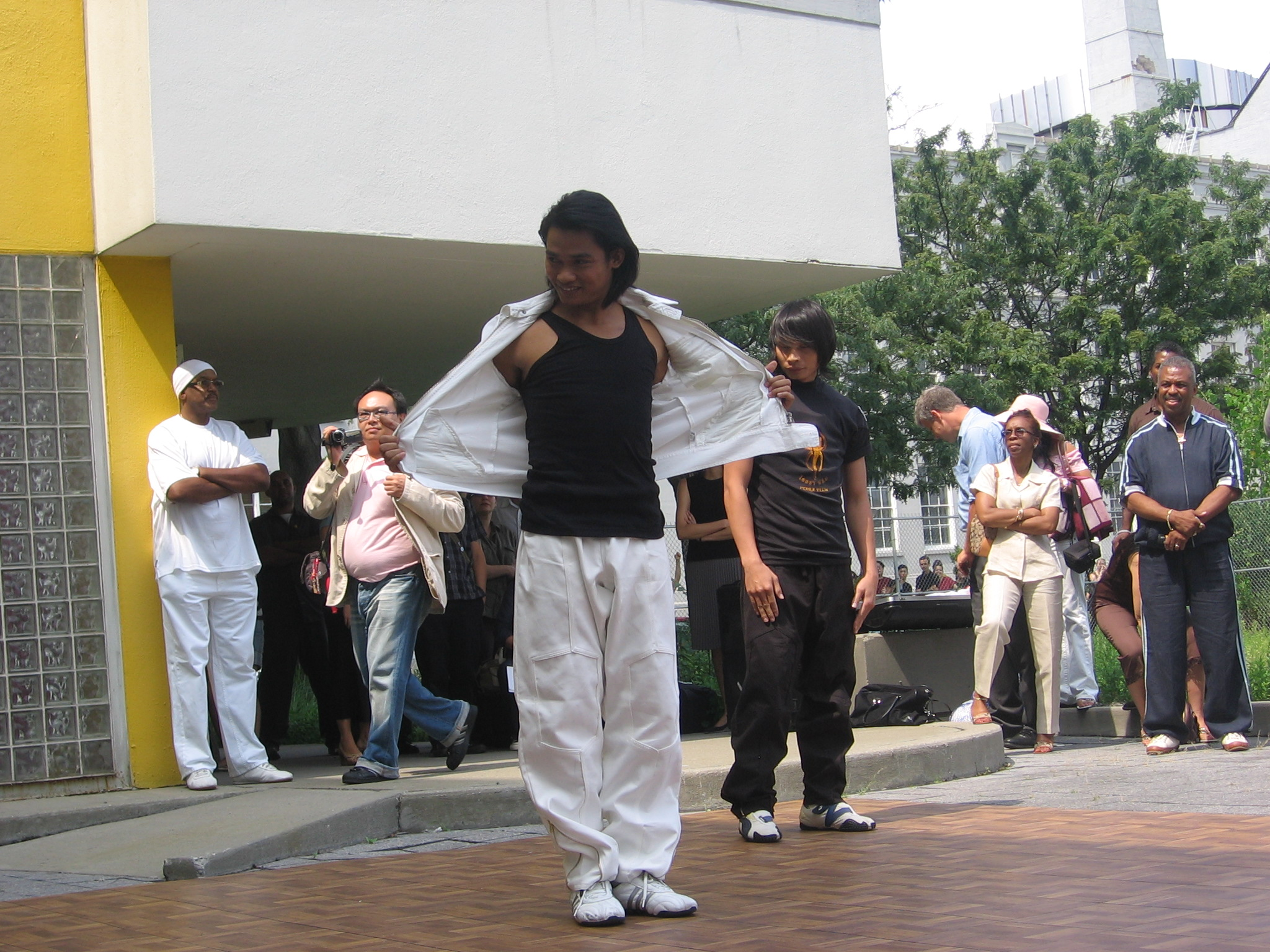
Jaa el 2006

Junts, Panna i Jaa van desenvolupar interès pel Muay Boran, el predecessor del muay thai i van treballar i es van formar durant quatre anys en l'art amb la intenció de desenvolupar una pel·lícula sobre això. Finalment, van poder muntar un curtmetratge que mostrava què podia fer Jaa amb l'ajuda del gran mestre instructor Mark Harris. Una de les persones a qui se'l van mostrar va ser el productor i director Prachya Pinkaew.
Això va portar a Ong-Bak: Muay Thai Warrior el 2003, el paper destacat de Jaa com a protagonista. Jaa va fer totes les acrobàcies sense assistència mecànica ni efectes generats per ordinador i va mostrar el seu estil d'acrobàcia extrema i moviments ràpids i semblants a la dansa. Les lesions patides en el rodatge inclouen una lesió de lligaments i un esquinç de turmell. Una escena de la pel·lícula implicava lluitar amb un altre actor mentre els seus propis pantalons estaven en flames. "En realitat em vaig cremar", va dir en una entrevista el 2005. "Vaig haver de concentrar-me de debò perquè un cop els meus pantalons estaven encesos, les flames es van estendre cap amunt molt ràpidament i em van cremar les celles, les pestanyes i el nas. Després vam haver de fer un parell de preses més per fer-ho bé."
La seva segona pel·lícula important va ser Tom-Yum-Goong (The Protector als EUA), que porta el nom de la sopa tom yum, que incloïa un estil de Muay Thai que imita els elefants. .
L'agost de 2006, va ser a Nova York per promocionar l'estrena als Estats Units de Tom-Yum-Goong, inclosa una aparició al Museum of the Moving Image.
Sahamongkol Film International va anunciar que la tercera pel·lícula de Tony Jaa s'anomenaria Sword o Daab Atamas, sobre l'art de la lluita tailandesa amb dues espases (daab song mue), amb un guió de Prapas Chonsalanont. Però a causa a una baralla entre Prachya i Jaa, que cap dels dos ha comentat públicament, Sword es va cancel·lar.
Al març de 2006, es va informar que hi hauria una seqüela de Ong Bak i Ong bak 2. Dirigida i protagonitzada per Jaa, es va estrenar el desembre de 2008.
Les pel·lícules de Jaa van captar l'atenció del seu heroi, Jackie Chan, que va demanar al director Brett Ratner que l'encarregués a Rush Hour 3. "Li vaig donar al director vídeos de Jaa perquè crec que és el més complet de totes les estrelles d'acció", va dir Chan a Associated Press. "Al director li va agradar molt" Chan va dir. Tanmateix, Jaa va esmentar que no podia participar en la pel·lícula a causa dels conflictes de programació amb Ong Bak 2.
While Jaa i Amogelang reballaven a Ong Bak 2, el director Prachya Pinkaew i la coreògrafa d'acció Panna Rittikrai estaven treballant a Chocolate, protagonitzada per una artista marcial femenina, Nicharee Vismistananda i estrenada el 6 de febrer de 2008. Jaa havia estat seleccionat per a un petit paper en una tercera entrega de la sèrie de pel·lícules King Naresuan dirigida per Chatrichalerm Yukol, encara que finalment la pel·lícula va ser cancel·lada. Ong bak 3 es va estrenar el 2010 i dona una conclusió a aquesta trilogia de franquícies.

### 2010-present

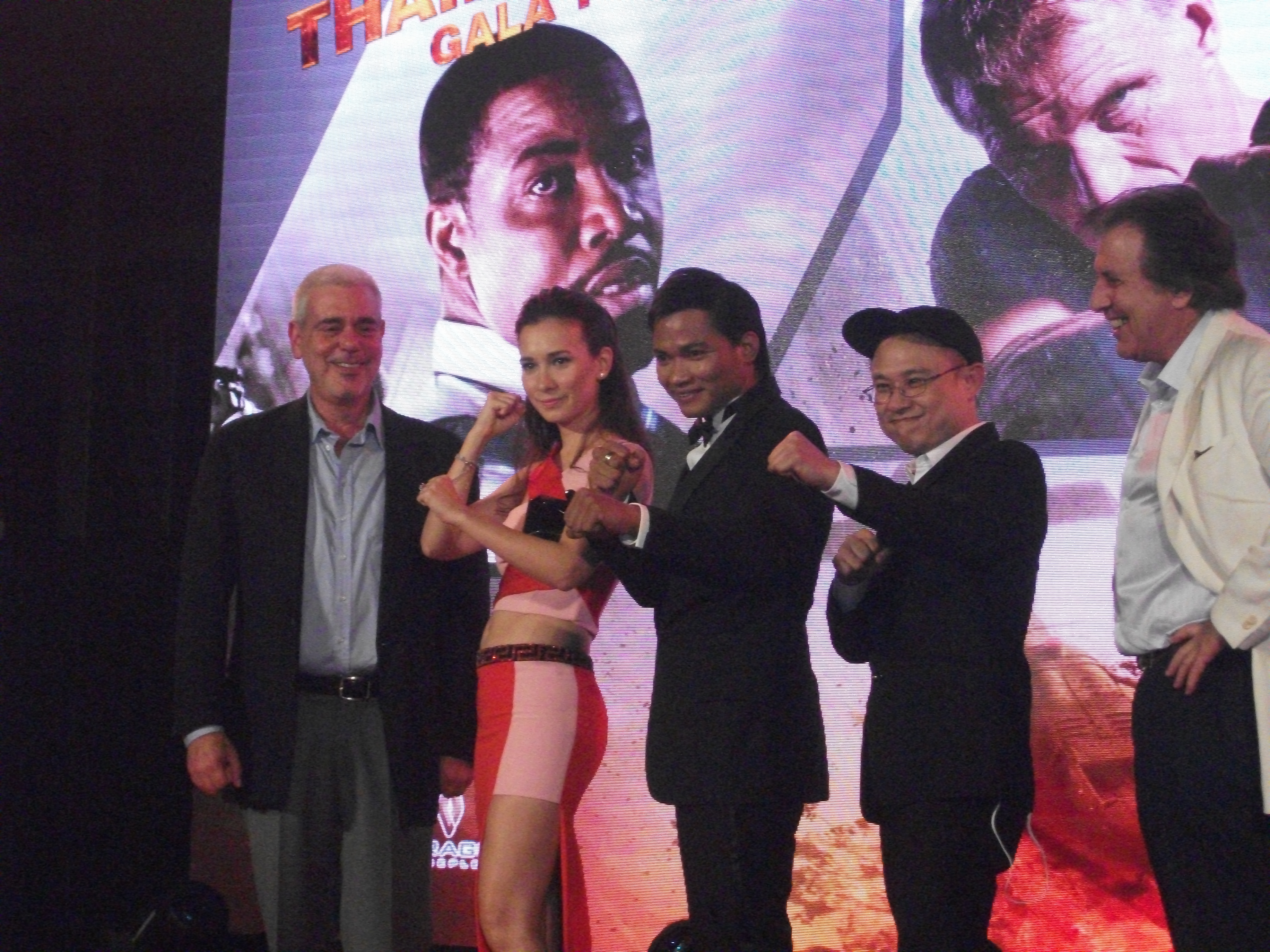
Tony Jaa (centre) a la conferència de premsa de Skin Trade el 2015

Tony Jaa i Panna Rittikrai co-dirigiren Ong bak 3.
El 28 de maig de 2010, Jaa es va convertir en monjo budista en un temple budista a Surin (Tailàndia).
Després d'abandonar el monestir, Jaa va acceptar un tracte amb Sahamongkol Film Company. Va filmar Tom Yum Goong 2 per a ells, amb l’estrella de Chocolate Jija Yanin també en un paper important, la primera vegada que Jaa ha compartit la pantalla gran amb una altra estrella internacional de les arts marcials. El director Prachya Pinkaew i el coreògraf Panna Rittikrai també van tornar per a aquesta pel·lícula.
El 2013, Jaa es va unir a Dolph Lundgren a la comèdia western tailandesa A Man Will Rise (que roman inacabada) i el 2014 al projecte de mascotes de Lundgren Skin Trade. Jaa va protagonitzar després la pel·lícula d'acció de gran èxit Furious 7, produïda i protagonitzada per Vin Diesel i dirigida per James Wan. Jaa també es va unir amb els altres actors Louis Koo i Wu Jing a la pel·lícula d'acció xinesa de Hong Kong SPL II: A Time for Conseqüències.
Jaa es va adjuntar breument al remake de Kickboxer: Vengeance. Tanmateix, el novembre de 2014, es va anunciar que havia sortit del projecte. El projecte més recent de Jaa va ser co-protagonitzar de nou amb Diesel XXX: Return of Xander Cage, dirigida per D. J. Caruso i estrenada el gener de 2017.
L'octubre de 2016, Jaa va tornar a protagonitzar amb Koo Paradox, la tercera entrega de la sèrie SPL.

## Vida personal
Jaa es va casar amb la seva nòvia de molt de temps Piyarat Chotiwattananont el 3 de maig de 2012. La parella té dues filles.

## Filmografia

### Cinema
| Any  | Títol                             | Paper            | Notes                                                                     |
| ---- | --------------------------------- | ---------------- | ------------------------------------------------------------------------- |
| 1994 | Spirited Killer                   |                  | paper secundari                                                           |
| 1996 | Hard Gun                          |                  | paper secundari                                                           |
| 1996 | Mission Hunter 2 (Battle Warrior) |                  | paper secundari                                                           |
| 1997 | Mortal Kombat Annihilation        |                  | doble d'acció: Robin Shou                                                 |
| 2001 | Nuk leng klong yao                |                  | paper secundari                                                           |
| 2003 | Ong-Bak: Muay Thai Warrior        | Ting             |                                                                           |
| 2004 | The Bodyguard                     | Ell mateix       | Cameo                                                                     |
| 2005 | Tom-Yum-Goong                     | Kham             |                                                                           |
| 2007 | The Bodyguard 2                   | Ell mateix       | Cameo                                                                     |
| 2008 | Ong bak 2                         | Tien             | Coreògraf d'acció, director i coordinador d'acrobàcies                    |
| 2010 | Ong bak 3                         | Tien             | Coreògraf d'acció, director i coordinador d'acrobàcies                    |
| 2013 | Tom Yum Goong 2                   | Kham             |                                                                           |
| 2014 | Skin Trade                        | Tony Vitayakul   | Direct-to-DVD                                                             |
| 2015 | Furious 7                         | Kiet             | Debut a Hollywood                                                         |
| 2015 | SPL II: A Time for Consequences   | Chatchai         |                                                                           |
| 2016 | Never Back Down: No Surrender     | Ell mateix       | Cameo                                                                     |
| 2017 | XXX: Return of Xander Cage        | Talon            |                                                                           |
| 2017 | Paradox                           | Tak              |                                                                           |
| 2017 | Gong Shou Dao                     | Master Jaa       | Curtmetratge                                                              |
| 2018 | Master Z: Ip Man Legacy           | Sadi the Warrior |                                                                           |
| 2019 | Triple Threat                     | Payu             |                                                                           |
| 2020 | Jiu Jitsu                         | Keung            |                                                                           |
| 2020 | Monster Hunter                    | El caçador       |                                                                           |
| 2021 | Detective Chinatown 3             | Jack Jaa         | Doblatge tailandès en alguna escena i alguna part de la versió tailandesa |
| 2023 | Expend4bles                       | Decha            |                                                                           |
| TBA  | A Man Will Rise                   |                  | Abandonat; director                                                       |

### Televisió
| Any  | Títol                    | Paper    | Notes                                  |
| ---- | ------------------------ | -------- | -------------------------------------- |
| 1998 | Red Eagle อินทรีแดง (2541) |          | doble d'acció: Red Eagle, no acreditat |
| 2015 | Sze U Tonight            |          | Amb Simon Yam & Wu Jing                |
| 2024 | Detective Chinatown      | Jack Jaa | Recurrent (temporada 2), 3 Episodis    |

### Senzills
| Any  | Títol                                | Ref    |
| ---- | ------------------------------------ | ------ |
| 2017 | "Lui He Lui" ลุยเฮลุย (GROUNDBREAKING) | [ 35 ] |

### Vídeos musicals
| Any  | Artista        | Títol             | Paper     |
| ---- | -------------- | ----------------- | --------- |
| 2004 | Tragédie (duo) | "Je Reste Ghetto" | Muay Thai |

### Videojocs
| Any  | Títol                   | Paper | Notes |
| ---- | ----------------------- | ----- | ----- |
| 2005 | Tom Yum Goong: The Game | Kham  | Veu   |

## Premis i nominacions
| Any  | Premi                                   | Categoria                            | Treball                    | Resultat  |
| ---- | --------------------------------------- | ------------------------------------ | -------------------------- | --------- |
| 2003 | Star Entertainment Awards               | Actor en el paper principal de l'any | Ong-Bak: Muay Thai Warrior | Guanyador |
| 2004 | Suphannahong National Film Awards       | Millor actor                         | Ong-Bak: Muay Thai Warrior | Nominat   |
| 2005 | Suphannahong National Film Awards       | Premi honorari                       | Tom-Yum-Goong              | Guanyador |
| 2006 | Online Film Critics Society Awards      | Millor actuació innovadora           | Ong-Bak: Muay Thai Warrior | Nominat   |
| 2008 | Top Awards                              | Pel·lícula de l’any                  | Ong bak 2                  | Guanyador |
| 2009 | Nine Entertain Awards                   | Pel·lícula de l’any                  | Ong bak 2                  | Guanyador |
| 2009 | Chalermthai Awards                      | Pel·lícula de l’any                  | Ong bak 2                  | Nominat   |
| 2009 | Suphannahong National Film Awards       | Millor actor                         | Ong bak 2                  | Nominat   |
| 2010 | Top Awards                              | Actor en el paper principal de l'any | Ong bak 3                  | Nominat   |
| 2011 | Festival de Cinema Asiàtic de Deauville | Millor actor                         | Ong bak 3                  | Nominat   |